# Jan Vertonghen
Jan Vertonghen (Sint-Niklaas, 1987. április 24. –) belga válogatott labdarúgó. A holland AFC Ajax Amsterdam csapatában nevelkedett és karrierje első 7 szezonjában náluk is játszott. Ballábas játékosként nagyon jól játszik – általában – a pálya bal oldalán és a védelem közepén. Ahhoz képest, hogy védő játékos, gyakran csatlakozik a támadásokhoz is. Hátvédhez képest meglehetősen gólerős játékot nyújt. 2022 óta az Anderlecht játékosa.
A felnőtt válogatottban először 2007 júniusában lépett pályára egy Portugália elleni mérkőzésen. Azóta már állandó tagja a keretnek.

## Pályafutása

### AFC Ajax
A VK Tielrode és a Germinal Beerschot csapatai után Vertonghen Hollandiába költözött és aláírt az Eredivisie-ben szereplő AFC Ajax-hoz. A csapatnál védekező középpályásként kezdte, de jelenleg középhátvédet játszik a szintén belga Toby Alderweireld oldalán. A csapatnál csereként kezdte. Egy kisebb incidens után aztán ismertebb lett a neve, a 2006-os Holland kupában a Cambuur Leeuwarden ellen lejátszott mérkőzés után. Ez volt élete első hazai mérkőzése az amszterdami ArenA-ban, ahol szerzett egy bizarr gólt és ezzel segítette a Jong Ajax-ot a 3:1-es győzelemhez. Miután egy sérülés történt a hazaiaknál a Cambuur játékosa kirúgta a labdát, hogy lehessen ápolni. Ezek után jött a bedobás. Vertonghen-nek dobták be a labdát és ő pedig vissza akarta adni a vendégeknek. Visszarúgta de az a kapuba kötött ki mivel a Cambuur kapusa nem reagált rá, mert azt hitte, hogy elszáll a kapu fölött.
2006. augusztus 23-án debütált a felnőtt csapatban a Bajnokok Ligája harmadik selejtezőkörében az FC Koppenhága ellen. Ezzel megalapozta az Eredivisieben való bemutatkozását is. December 3-án mutatkozott be a bajnokságban a Willem II elleni hazai mérkőzésen, melyet az Ajax 6:0-ra nyert meg. Szeretett volna játszani még egy két alkalommal a szezon első felében hátralevő hat mérkőzésen. De csak egy esélyt kapott. A téli szünetben pedig kölcsönadták az RKC Waalwijk-hoz a szezon végéig. Az RKC Waalwijk-ban 12 mérkőzést játszott és lőtt 3 gólt de ezzel sem tudta megakadályozni, hogy a szezon végén kiessenek az első osztályból vissza az Eerste Divisie-be.
A 2007–2008-as szezonra Vertonghen visszatért az Ajax-hoz. Johan Cruyff nem tartotta titokban és kifejezte csodálatát a bal lábú ifjú iránt, aki nagyon jól bevethető a pálya bal oldalán mind a védelemben és a középpályán. 2008. szeptember 26-án meghosszabbította a szerződését az Ajax-szal 2013. június 30-ig.

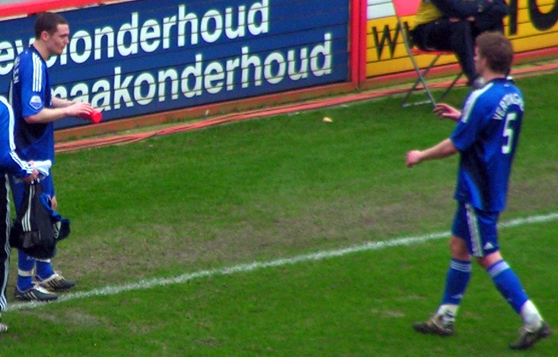
Vertonghen (jobbra) és Vermaelen az Ajax-nál

A 2008-2009-es szezon jelentett igazi áttörést a fiatal védőnek. Miután Johnny Heitinga átszerződött az Atlético de Madrid csapatához, az edző Vertonghen-t jelölte ki Vermaelen társának a védelem közepén. Ebben a szezonban 26 mérkőzést játszott a bajnokságban és 4 gólt lőtt. Szeptember 28-án a Vitesse Arnhem ellen 3:0-ra megnyert találkozón két gólt is lőtt. A szezon második felében, január 25-én az FC Groningen ellen 1:0-ra elvesztett mérkőzésen pedig két sárga lap után kiállították. Ezek után pedig körülbelül egy hónapig nem lehetett rá számítani mivel a március 1-jei Utrecht ellen megnyert mérkőzésen megsérült, a visszatérése pedig több játékot késett mivel egy újabb súlyosbító sérülése jött elő.
A 2009-2010-es szezonban megtartotta helyét a kezdőben mivel a csapat új edzője, Martin Jol bízott benne. Annak ellenére, hogy egy héttel korábban egy Spanyolország elleni válogatott mérkőzésen megsérült a lábujja, szeptember 13-án egy szabadrúgásból megszerezte az első szezonbeli gólját a NAC Breda ellen 6:0-ra megnyert mérkőzésen. Mivel a nyáron Thomas Vermaelen eligazolt az Arsenal csapatához, a szintén belga Toby Alderweireld lett a társa a középhátvéd poszton és hamarosan a szurkolók kedvence lett Vertonghenből. A szezon téli szünetében olyan pletykák keringtek, hogy az FC Barcelona csapata is nagyon szerette volna leigazolni őt mert Guardiolanak nagyon szimpatikus a játéka. A téli szünetet követően Vertonghen maradt az AFC Ajax-nál és folytatta a nagyon fontos játékát. A szezon második felében a csapat veretlen maradt a bajnokságban. A 17 mérkőzésből kettő döntetlen mellett 15 győzelmet arattak. Ennek ellenére mégsem sikerült megnyerni a bajnoki címet. A szezont a Feyenoord elleni kupadöntővel zárták. Mindkét mérkőzést megnyerte az Ajax és kupagyőztesek lettek. A kupadöntő visszavágóján Vertonghen a rotterdami nézőket hergelte az egyik gólörömével. Ezért 2 mérkőzéses eltiltást kapott a Holland Labdarúgó Szövetségtől.

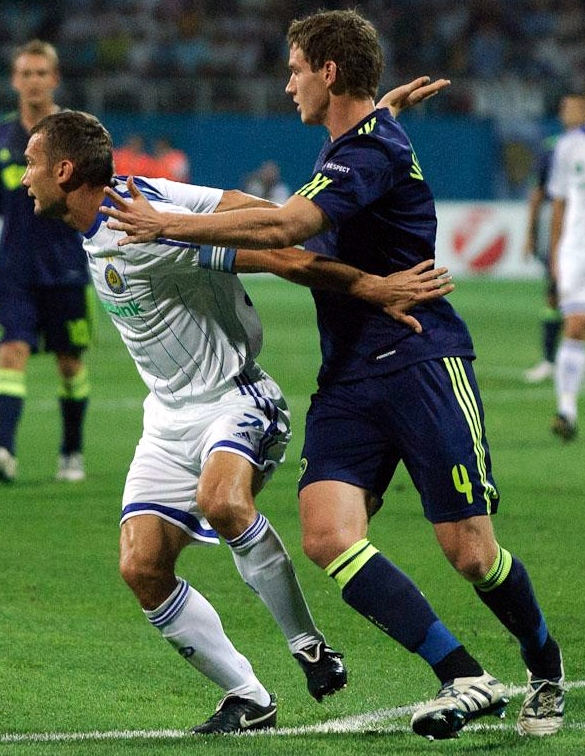
Vertonghen és Sevcsenko a BL-selejtezőjében

Ezt a büntetést a 2010-2011-es szezonban kezdte meg. A július 30-án lejátszott Holland Szuperkupa döntőn az FC Twente ellen nem is léphetett pályára. Ezenkívül az Eredivisie 1. fordulójából is el volt még tiltva. Augusztus 14-én, a második fordulóban viszont már pályára léphetett és meg is szerezte a szezonbeli első gólját. A BL-selejtezőkben is pályára lépett. Az első ellenfelük a görög PAOK Szaloniki volt. Két döntetlen után az AFC Ajax jutott tovább. A következő ellenfél a play off-ban pedig a Dinamo Kijev csapata lett. Az első mérkőzésen – Kijevben – Vertonghen góljával 1:1 lett az eredmény. A visszavágón, az ArenA-ban pedig 2:1-es győzelmet arattak Vertonghen-ék és ezzel újra bejutottak a BL főtáblájára. A bajnokságot is úgy kezdte Vertonghen, hogy biztos helye volt a kezdőben. Ennek ellenére az FC Groningen elleni nyitómérkőzésen nem lépett pályára egy még a tavalyi szezonban elkövetett eset miatt. Két mérkőzésre kapott eltiltást. A másik mérkőzés a Real Madrid elleni BL-csoportkör első fordulója volt. A belga mellett még Suarez sem léphetett pályára. Ezt a mérkőzést 2:0-ra elvesztették az amszterdamiak. Az AC Milan elleni 2. fordulóban már döntetlen született, a harmadik fordulóban pedig már legyőzte az Ajax az AJ Auxerre csapatát. Ezeken már ő is játszott. A bajnokság is nagyon jól kezdődött. Egy döntetlen mellett minden mérkőzést megnyertek. Aztán a 8. fordulóban az Arena-ban az FC Utrecht csapata 1:2-re legyőzte az Ajaxot. A következő forduló jubileumnak számított Vertonghen számára, mivel ekkor lépett pályára 100. alkalommal bajnoki mérkőzésen az Ajax csapatánál. Ezen a mérkőzésen 3:0-ra győzték le a NAC Breda csapatát úgy, hogy Vertonghen lőtte a mérkőzés első gólját. A következő fordulóban csak döntetlent értek el a rotterdami Excelsior ellen emberhátrányban úgy, hogy a 89.percben Vertonghen lőtte be az egyenlítő gólt. Március 12-én az Ajax kapusa, Stekelenburg egy edzésen eltörte az ujját és ezért hosszabb időre kiesett. Ő volt a csapatkapitány is. Ettől kezdve, a szezon további felében Vertonghen kapta meg a karszalagot és ő lett a csapatkapitány. Május 15-én a FC Twente legyőzésével megszerezte első bajnoki címét az Ajax-al. Az idény végén pedig bekerült az Eredivisie "Év csapatába" is.
Akárcsak az előző évben, a 2011-2012-es szezonban sem léphetett pályára az első fordulóban. Annyi különbséggel, hogy most nem büntetés, hanem sérülés miatt. Mivel Stekelenburg a nyáron távozott a csapattól, így végleg Jan lett a csapatkapitány. Idei első mérkőzésén a 3. fordulóban léphetett pályára a VVV Venlo ellen. Az idei szezonban október 23-án, a Feyenoord ellen 1:1-re végződő hazai rangadón talált be először. A december 11-én lejátszott RKC Waalwijk elleni bajnoki mérkőzés több szempontból is jubileumnak számított neki. Ekkor lépett pályára 150. Eredivisie-bajnoki mérkőzésén és pályafutása 200. tétmérkőzésén. Az április 11-én lejátszott bajnoki mérkőzés is egy jubileum volt számára. Az SC Heerenveen ellen megnyert 5:0-s mérkőzésen lépett 150. alkalommal bajnoki mérkőzésen pályára az Ajax csapatánál. A szezon tavaszi felében nyújtott nagyon jó csapatjátéknak köszönhetően sikerült a címvédés és ezzel Vertonghennek sikerült elnyernie második bajnoki címét az Ajaxal. Idei nagyon jó játékával sokat hozzátett ő is a sikerhez. A szezon végén ismét – karrierje során másodszor – bekerült az Eredivisie "Év csapatába" és őt választották meg idén csapata és a bajnokság "Év legjobb játékosának". A szezon végeztével több csapat is bejelentkezett az Ajaxnál, hogy le szeretnék igazolni Vertonghent. Kis idő után már csak két angol klub, a Tottenham és az Arsenal versengett a belga védőért mivel a többi csapat sokallta amit kér érte az Ajax. Végül a Tottenham lett a befutó és július közepén meg is történt az átigazolás.

### Tottenham Hotspur
A Tottenham csapata végül 12 millióért igazolta le Vertonghent. Ebből 9 milliót fizetnek ki először az Ajaxnak és a következő idények során még 3 milliót fognak adni a holland bajnoknak. Jan az angol klubnál az 5-ös számú mezt kapta meg.

### SL Benfica
2020 augusztusában lejárt a szerződése a Tottenham Hotspurnél, így szabadon távozhatott, ezt követően pedig a portugál SL Benfica játékosa lett.

#### A válogatottban
Vertonghen 2006-ban mutatkozott be először a Belga U21-es labdarúgó-válogatottban. 2007-ben már játszott az U21-es Európa-Bajnokságon is. 2007. június 21-én mutatkozott be a felnőtt válogatottban egy Portugália ellen elvesztett mérkőzésen. 2008-ban pedig kerettagja is volt a pekingi olimpiára elutazó belga válogatottnak, ahol nagy meglepetésre a negyedik helyen végeztek.
A 2010-es Dél-Afrikai világbajnokság selejtezőiben a hátvédsor közepén játszott Thomas Vermaelen-el együtt, aki az AFC Ajax csapatánál is csapattársa volt. Az első találatát 2009-ben szerezte meg egy Csehország elleni barátságos mérkőzésen, amit 3:1 elvesztettek a belgák. 2009. szeptember 29-én egy Spanyolország elleni selejtező mérkőzésen megsérült a lábujja és ezért a 29. percben le kellett őt cserélni.
Mostanában a csapat közepén játszik védőként akárcsak Thomas Vermaelen vagy Daniel van Buyten, de néha a középső védő posztját is ellátja. 2009 novemberében Vertonghen ott volt a keretben a Magyarország elleni 3:0-ra megnyert barátságos mérkőzésen és a következő év márciusában lejátszott Horvátország elleni 1:0-ra elvesztett mérkőzésen is. A Dél-Afrikai világbajnokságra nem jutottak ki, mivel csak a negyedik helyet érték el a csoportjukban.
A 2012-es Európa-bajnokság selejtezői sem kezdődtek jól a Belga-válogatottnak. Az első 2 fordulójukat elvesztették. Ezután jöttek a jobb eredmények. Vertonghen a 6. fordulóban volt sikeres. Ekkor Azerbajdzsán válogatottját győzték le hazai pályán – Brüsszelben – 4:1-re jó játékkal. Itt a Vertonghen lőtte a mérkőzés első gólját. Belgium egész végig jól tartotta magát, mivel egészen az utolsó fordulóig esélyük volt a továbbjutásra. De mivel az utolsó fordulóban kikaptak Németországtól 3:1-re, így végül nem sikerült kijutniuk az Európa Bajnokságra. A csoportjukat a harmadik helyen fejezték be.

#### Válogatott góljai
| No. | Dátum      | Mérkőzés               | Végeredmény | Típus        | Góljai száma |
| --- | ---------- | ---------------------- | ----------- | ------------ | ------------ |
| 01. | 2009-08-12 | Csehország – Belgium   | 3:1         | Barátságos   | 1            |
| 02. | 2011-03-29 | Belgium – Azerbajdzsán | 4:1         | Eb-selejtező | 1            |
| 03. | 2012-08-15 | Belgium – Hollandia    | 4:2         | Barátságos   | 1            |

## Statisztika
Legutóbb 2019. június 1-én lett frissítve.
| Klub                      | Szezon         | League          | League | Kupa            | Kupa  | Ligakupa        | Ligakupa | Európai         | Európai | Egyéb           | Egyéb | Összesen        | Összesen |
| Klub                      | Szezon         | Pályára lépések | Gólok  | Pályára lépések | Gólok | Pályára lépések | Gólok    | Pályára lépések | Gólok   | Pályára lépések | Gólok | Pályára lépések | Gólok    |
| ------------------------- | -------------- | --------------- | ------ | --------------- | ----- | --------------- | -------- | --------------- | ------- | --------------- | ----- | --------------- | -------- |
| Ajax                      | 2006–07        | 3               | 0      | 0               | 0     | —               | —        | 3               | 0       | 0               | 0     | 6               | 0        |
| Ajax                      | 2007–08        | 31              | 2      | 3               | 0     | —               | —        | 1               | 0       | 2               | 0     | 37              | 2        |
| Ajax                      | 2008–09        | 26              | 4      | 2               | 0     | —               | —        | 7               | 1       | —               | —     | 35              | 5        |
| Ajax                      | 2009–10        | 32              | 3      | 7               | 0     | —               | —        | 10              | 0       | —               | —     | 49              | 3        |
| Ajax                      | 2010–11        | 32              | 6      | 6               | 1     | —               | —        | 13              | 1       | 0               | 0     | 51              | 8        |
| Ajax                      | 2011–12        | 31              | 8      | 3               | 2     | —               | —        | 8               | 0       | 0               | 0     | 42              | 10       |
| Ajax                      | Összesen       | 155             | 23     | 21              | 3     | —               | —        | 42              | 2       | 2               | 0     | 220             | 28       |
| RKC Waalwijk (kölcsönben) | 2006–07        | 12              | 3      | 1               | 0     | —               | —        | —               | —       | —               | —     | 13              | 3        |
| Tottenham Hotspur         | 2012–13        | 34              | 4      | 1               | 0     | 2               | 1        | 12              | 1       | —               | —     | 49              | 6        |
| Tottenham Hotspur         | 2013–14        | 23              | 0      | 0               | 0     | 2               | 0        | 8               | 1       | —               | —     | 33              | 1        |
| Tottenham Hotspur         | 2014–15        | 32              | 0      | 2               | 0     | 6               | 0        | 7               | 0       | —               | —     | 47              | 0        |
| Tottenham Hotspur         | 2015–16        | 29              | 0      | 0               | 0     | 0               | 0        | 4               | 0       | —               | —     | 33              | 0        |
| Tottenham Hotspur         | 2016–17        | 33              | 0      | 3               | 0     | 0               | 0        | 6               | 0       | —               | —     | 42              | 0        |
| Tottenham Hotspur         | 2017–18        | 36              | 0      | 4               | 1     | 1               | 0        | 6               | 0       | —               | —     | 47              | 1        |
| Tottenham Hotspur         | 2018–19        | 22              | 1      | 1               | 0     | 1               | 0        | 10              | 1       | —               | —     | 34              | 2        |
| Tottenham Hotspur         | Összesen       | 209             | 5      | 11              | 1     | 12              | 1        | 53              | 3       | —               | —     | 285             | 10       |
| Teljes karrier            | Teljes karrier | 376             | 31     | 33              | 4     | 12              | 1        | 95              | 5       | 2               | 0     | 518             | 41       |

### A Válogatottban
Legutóbb 2019. június 11-én lett frissítve.
| Nemzet   | Év       | Pályára lépések | Gólok |
| -------- | -------- | --------------- | ----- |
| Belgium  |          |                 |       |
| 2007     | 6        | 0               |       |
| 2008     | 7        | 0               |       |
| 2009     | 7        | 1               |       |
| 2010     | 7        | 0               |       |
| 2011     | 8        | 1               |       |
| 2012     | 9        | 2               |       |
| 2013     | 10       | 0               |       |
| 2014     | 13       | 1               |       |
| 2015     | 9        | 1               |       |
| 2016     | 13       | 0               |       |
| 2017     | 9        | 2               |       |
| 2018     | 12       | 1               |       |
| 2019     | 4        | 0               |       |
| Összesen | Összesen | 114             | 9     |

### Góljai a válogatottban
| # | Dátum               | Helyszín                                         | Pályára lépések száma | Ellenfél            | Gól | Végeredmény | Verseny                            |
| - | ------------------- | ------------------------------------------------ | --------------------- | ------------------- | --- | ----------- | ---------------------------------- |
| 1 | 2009. augusztus 12. | Na Stínadlech, Teplice, Csehország               | 15                    | Csehország          | 1–3 | 1–3         | Barátságos mérkőzés                |
| 2 | 2011. március 29.   | Baldvin király Stadion, Brüsszel régió, Belgium  | 30                    | Azerbajdzsán        | 4–1 | 4–1         | 2012-es Európa-bajnokság-selejtező |
| 3 | 2012. augusztus 15. | Baldvin király Stadion, Brüsszel régió Belgium   | 39                    | Hollandia           | 4–2 | 4–2         | Barátságos mérkőzés                |
| 4 | 2012. szeptember 7. | Millennium Stadion, Cardiff, Wales               | 40                    | Wales               | 2–0 | 2–0         | 2014-es világbajnokság-selejtező   |
| 5 | 2014. június 26.    | Arena Corinthians, São Paulo, Brazília           | 58                    | Dél-Korea           | 1–0 | 1–0         | 2014-es világbajnokság             |
| 6 | 2015. november 13.  | Baldvin király Stadion, Brüsszel régió, Belgium  | 74                    | Olaszország         | 1–1 | 3–1         | Barátságos mérkőzés                |
| 7 | 2017. szeptember 3. | Karaiszkákisz Stadion, Athén, Görögország        | 92                    | Görögország         | 1–0 | 2–1         | 2018-as világbajnokság-selejtező   |
| 8 | 2017. október 7.    | Stadion Grbavica, Szarajevó, Bosznia-Hercegovina | 93                    | Bosznia-Hercegovina | 3–2 | 4–3         | 2018-as világbajnokság-selejtező   |
| 9 | 2018. július 2.     | Rosztov Aréna, Rosztov-na-Donu, Oroszország      | 105                   | Japán               | 1–2 | 3–2         | 2018-as világbajnokság             |

## Eddigi sikerek

### Csapat
AFC Ajax
- Bajnoki cím (2x): 2011, 2012
- Holland kupagyőzelem (1x): 2010
- Holland Szuperkupa (2x): 2008, 2007

Tottenham Hotspur
- Premier League: 
  - ezüstérmes: 2016–2017
  - bronzérmes: 2017–2018
- Angol Ligakupa – döntős: 2014–2015

### Válogatottal
- Világbajnokság – bronzérmes: 2018

### Egyéni
- AFC Ajax "Év Tehetsége": 2008
- AFC Ajax "Év Legjobb játékosa": 2012
- Eredivisie "Év Legjobb játékosa": 2012
- Az év PFA csapata:2012–13 , 2017–18
- Premier League – a hónap játékosa díj: 2013. szeptember